# Boundary Park
Boundary Park is een sportstadion in de Engelse stad Oldham dat als thuisstadion voor de voetbalclub Oldham Athletic dient. Bovendien speelt de Rugby League-club Oldham Roughyeds er sinds 1997. De naam van het stadion komt van het feit dat het op de grens met de plaatsen Royton en Chadderton staat. Het stadion biedt plaats aan 10.638 toeschouwers.
Op het moment (2010) zijn er aan slechts drie zijden van het veld tribunes. De hoofdtribune werd in 2008 afgebroken om plaats te maken voor een nieuwe, maar wegens geldproblemen kon de nieuwe tribune niet worden gebouwd. Inmiddels heeft Oldham Athletic plannen om naar een nieuw stadion te verhuizen.